# Astrid Baumann
Astrid Baumann (* 9. Februar 1957 in Fulda) ist eine deutsche Juristin, Richterin und Gerichtspräsidentin. Sie war vom 1. September 2020 bis zum 31. Januar 2023 Präsidentin des Thüringer Oberlandesgerichts und stand damit als erste Frau an der Spitze dieses Gerichts.

## Ausbildung
Nach dem Abitur studierte Astrid Baumann Rechtswissenschaften. Sie beendete das Studium mit der Ersten Juristischen Staatsprüfung. Nach dem Rechtsreferendariat absolvierte sie die Zweite Juristische Staatsprüfung. 

## Karriere
1986 wurde die Juristin zur Richterin auf Probe am Landgericht Fulda ernannt. Während der folgenden dreijährigen Erprobung wurde sie zunächst an das Amtsgericht Bad Hersfeld abgeordnet, später an das Amtsgericht Frankfurt am Main, wo sie 1992 zur Richterin auf Lebenszeit ernannt wurde. 
1993 wurde sie an das Bezirksgericht Erfurt versetzt, das spätere Landgericht Erfurt. Dort wurde sie 1994 zur Vorsitzenden Richterin befördert. 1997 wurde sie Vizepräsidentin des Amtsgerichts Erfurt, das sie seit 1996 kommissarisch geleitet hatte. 2004 folgte die Ernennung zur Direktorin des Amtsgerichts Erfurt. 2011 bis 2012 war sie teilweise an das Thüringer Justizministerium zur Mitwirkung in der "Schäfer-Kommission" abgeordnet. 
Ihre Ernennung zur Vizepräsidentin des Thüringer Oberlandesgerichts erfolgte am 1. Oktober 2012. Seit ihrer Bestellung zur Präsidentin des Oberlandesgerichts am 1. September 2020 ist Astrid Baumann die erste Frau an der Spitze dieses Gerichts. Sie ist außerdem neben der Präsidentin des Thüringer Landesarbeitsgerichts Susanne Engel und der Präsidentin des Thüringer Landessozialgerichts Kerstin Jüttemann die dritte Frau an der Spitze eines der fünf obersten Gerichte des Freistaates Thüringen. Ende Januar 2023 trat Baumann nach Erreichen der Altersgrenze in den Ruhestand.

## Engagement
Astrid Baumann ist Mitunterzeichnerin der Thüringer Erklärung der Stiftung Gedenkstätten Buchenwald und Mittelbau-Dora zum 11. April 2020, dem 75. Jahrestag der Befreiung der Konzentrationslager
Buchenwald und Mittelbau-Dora.